# Họ Bồng chanh
Họ Bồng chanh hay họ Bói cá sông (tên khoa học Alcedinidae), là một họ chim thuộc bộ Sả. Họ này phân bổ rộng rãi ở châu Phi, kéo dài về phía đông tới miền đông và nam châu Á và Úc, với một loài, là bói cá sông hay bói cá châu Âu hoặc bồng chanh (Alcedo atthis) cũng có mặt ở châu Âu và miền bắc châu Á. Họ này được cho là có nguồn gốc từ châu Á. Các tên gọi phổ biến là bồng chanh, bói cá, thúy điểu (từ này vay mượn từ tiếng Trung 翠鸟).

## Đại cương
Họ này có khoảng 90 loài chim mang đặc điểm chung như đầu to, màu sắc đa dạng, mỏ nhọn và dài, chân ngắn, lùn. Phần lớn các loài có bộ lông sáng, có sự khác biệt nhỏ giữa hai giới (dị hình lưỡng tính). Hầu hết các loài sống trong môi trường nhiệt đới, và số ít được tìm thấy trong các khu rừng. Thức ăn của chúng gồm cá, thường được bắt bằng cách lao đầu xuống mặt nước.
Trong khi phân họ Alcedininae thường sống gần sông và ăn cá, thì hầu hết các loài chim còn lại trên thế giới sống xa mặt nước và ăn các loài động vật không xương sống nhỏ. Chúng là các loài chim làm tổ trong hốc, thường là trong lòng đất. Một phần tư các loài chim bói cá làm tổ trong tổ mối bỏ hoang. Một số loài đang bị đe dọa tuyệt chủng.

## Danh sách chi
- Phân họ Alcedininae (Phân họ Bói cá sông, 4 chi, 36 loài)
  - Chi Alcedo: 8 loài.
  - Chi Ceyx: 22 loài.
  - Chi Ispidina: 2 loài.
  - Chi Corythornis: 4 loài.
- Phân họ Halcyoninae (Phân họ Sả, 12 chi, 67 loài sinh tồn, 1 loài tuyệt chủng)
  - Chi Lacedo: 1 loài (Lacedo pulchella)
  - Chi Pelargopsis: 2 loài.
  - Chi Caridonax: 1 loài (Caridonax fulgidus).
  - Chi Halcyon: 11 loài.
  - Chi Melidora: 1 loài (Melidora macrorrhina).
  - Chi Clytoceyx: 1 loài (Clytoceyx rex).
  - Chi Dacelo: 4 loài.
  - Chi Cittura: 1 loài (Cittura cyanotis).
  - Chi Tanysiptera: 8 loài.
  - Chi Actenoides: 6 loài.
  - Chi Syma: 2 loài.
  - Chi Todiramphus: 29 loài, 1 loài tuyệt chủng.
- Phân họ Cerylinae (Phân họ Bói cá nước, 3 chi, 9 loài)
  - Chi Megaceryle: 4 loài.
  - Chi Ceryle: 1 loài, bói cá nhỏ (Ceryle rudis).
  - Chi Chloroceryle: 4 loài.

## Cách hiểu khác

### Việt Nam
Sách Chim Việt Nam, Nhà xuất bản Lao động -Xã hội xuất bản năm 2000, dựa trên công trình của các tác giả Nguyễn Cử, Lê Trọng Trải và Karen Phillips, thuộc chương trình BirdLife Quốc tế tại Việt Nam đã gọi họ Alcedinidae là họ Bói cá, gồm 2 phân họ Bói cá (Cerylinae) và Bồng chanh (Alcedininae).
Cũng theo sách này ở Việt Nam trong phân họ Bồng chanh có các loài bồng chanh, bồng chanh rừng, bồng chanh tai xanh, bồng chanh đỏ, sả vằn (Lacedo pulchella), sả mỏ rộng (Halcyon capensis), sả hung (Halcyon coromanta), sả đầu nâu (Halcyon smyrnensis), sả đầu đen (Halcyon pileata), sả khoang cổ (Todirhamphus chloris). Như vậy họ Halcyonidae được gộp vào họ Alcedinidae và lấy tên chung là Alcedinidae.

### ITIS
ITIS Lưu trữ ngày 22 tháng 2 năm 2006 tại Wayback Machine chỉ công nhận họ Alcedinidae với ba phân họ là: Alcedininae (2 chi Alcedo và Ceyx trong họ Bồng chanh được hiểu trong bài này), Cerylinae (3 chi của Cerylidae), Halcyoninae (12 chi của Halcyonidae).

### Encyclopaedia Britannica
Encyclopaedia Britannica 2004 cũng như các ấn bản trước đó đều gộp ba họ Alcedinidae, Cerylidae và Halcyonidae vào thành một họ duy nhất có tên là Alcedinidae.